# Veliki zimski pedic
Veliki zimski pedic ali veliki zmrzlikar (znanstveno ime Erannis defoliaria) je metulj iz družine pedicev, ki je razširjen po večini Palearktike.

## Opis in biologija
Za vrsto je značilen spolni dimorfizem, saj je samec značilen metulj, samica pa je bolj podobna pajku. Samci imajo dobro razvita krila, preko katerih merijo od 40 - 45 mm. Prednji par je sivo do bledo svetlo rumen s temno rjavimi pegami, pegastim robom in z dvema rjavima prečnima programa. Zadnji par kril je enobarven, svetlo sive ali svetlo rumene barve in je posejan z drobnimi rjavimi pegicami. Samice so na prvi pogled podobne pajku in imajo telo svetlo rumene ali bele barve z rjavo črnimi pegami. Odrasle samice so dolge okokli 14 mm in imajo popolnoma zakrnela krila. Jajčeca so podolgovata, dolga okoli 0,5 mm in so sprva rumene barve, pozneje pa postanejo rožnata ali rdeče oranžna. Gosenica je rdeče do rumeno rjava, vzdolž hrbta pa ima dve temni vzdolžni črti, ki ju obrobljata rumeni črti. Glava gosenice je oranžna do rdeče rjava in je posuta s pikami. Gosenica doseže v dolžino do 25 mm. Buba je rjava.
Samci v Sloveniji letajo ponoči konec septembra in oktobra, na britanskem otočju pa med septembrom in decembrom. Samice se zadržujejo na gostiteljskih rastlinah gosenic in se premikajo po deblu od tal navzgor, kjer poteka kopulacija. Oplojene samice jajčeca odložijo v bližini popkov na vejicah, kjer prezimijo. Gosenice se v Sloveniji pojavijo med aprilom in junijem, ko se požrešno hranijo z listjem gostiteljskih rastlin, kjer lahko ob prevelikem številu postanejo škodljivec. Junija se gosenice spustijo na tla, nato pa se v tleh zabubijo.

## Razširjenost
Vrsta je razširjena po večini zahodne Evrope, od severne Skandinavije do Sredozemlja ter do Kavkaza, severnega Irana in ruskega dalnjega vzhoda. 

## Galerija
- Gosenica
- Buba
- Samica brez kril
- Ilustracija iz knjige Johna Curtisa, British Entomology Volume 6